# Kodaira Kunihiko
Kodaira Kunihiko (小平 邦彦 こだいら くにひこ, Tiểu Bình Bang Ngạn) (16 tháng 3 năm 1915 - 26 tháng 7 năm 1997) là một nhà toán học người Nhật Bản với những nghiên cứu nổi bật trong lĩnh vực hình học đại số và lý thuyết các đa tạp phức, và là người sáng lập lên trường phái các nhà hình học đại số Nhật Bản. Ông được trao huy chương Fields năm 1954 và trở thành người Nhật Bản đầu tiên giành được giải thưởng này.

## Tuổi trẻ
Kodaira sinh ra ở Tokyo. Ông tốt nghiệp trường đại học Tokyo năm 1938 với tấm bằng toán học và cũng tại trường đại học này ông tốt nghiệp với tấm bằng vật lý năm 1941. Trong thời gian chiến tranh thế giới lần hai ông nghiên cứu cô lập với thế giới toán học, nhưng ông đã có thể nắm bắt được lý thuyết Hodge vào thời điểm đó. Ông hoàn thành luận án tiến sĩ tại đại học Tokyo năm 1949, với nhan đề của luận án là Các trường điều hòa trong các đa tạp Riemann. Ông tham dự vào nghiên cứu mật mã trong năm 1944, tại thời điểm khó khăn của một con người, trong khi vẫn giữ một vị trí hàn lâm tại đại học Tokyo.

## Sách do ông viết
- K. Kodaira (1975). W. L. Baily (biên tập). Collected Works Vols I, II, III. Iwanami Shoten, Princeton University Press.
- K. Kodaira (2004). Complex Manifolds and Deformation of Complex Structures (Classics in Mathematics). Springer.
- K. Kodaira (2007). Complex Analysis. Cambridge University Press. ISBN 978-0521809375.